# Hr. Ms. Sumatra
Hr. Ms. Sumatra byl lehký křižník třídy Java sloužící v Nizozemském královském námořnictvu. Loď určenou hlavně pro službu v Nizozemské východní Indii stavěla loděnice NSM Amsterdam podle německého projektu. Loď stavěná podle prvoválečné koncepce musela být ihned po spuštění na vodu modernizována. Původní německé turbíny byly zničeny po požáru a nahrazeny jinými. Pohon pak způsoboval soustavné potíže.

## Služba

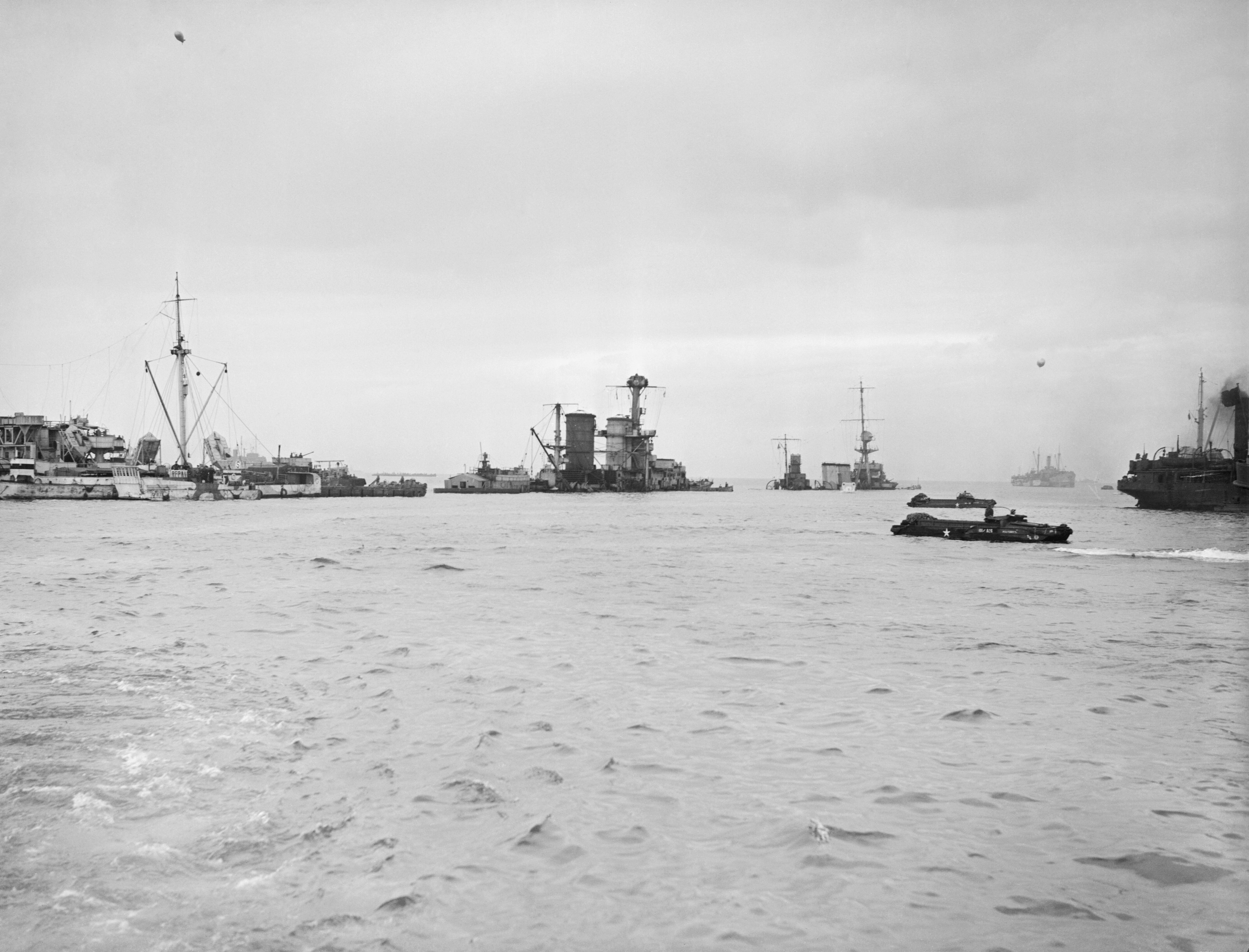
Potopená Sumatra jako součást vlnolamu

Po napadení Nizozemí Německem Sumatra unikla ze země do Velké Británie. V červnu 1940 převezla část nizozemské královské rodiny do Kanady, odkud pokračovala do Karibiku (Nizozemská západní Indie). Po přesunu do Nizozemské východní Indie byla do počátku války s Japonskem deaktivována. Po vypuknutí války v Pacifiku odplula s částí posádky do Velké Británie, kde už ale byla jen připravena pro využití jako vlnolam při vylodění v Normandii. 9. července 1944 byla potopena jako součást vlnolamu Gooseberry u Ouistrehamu, chránícího umělý přístav Mulberry. Její děla ráže 150 mm byla použita na přezbrojení nizozemských šalup Flores a Soemba.